# Palden Thondup Namgyal
Palden Thondup Namgyal (Gangtok, 23 maggio 1923 – New York, 29 gennaio 1982) fu l'ultimo chogyal del Regno del Sikkim dal 1963 al 1975.

## Biografia
All'età di sei anni, Namgyal fu ammesso al St. Joseph's Convent di Kalimpong, ma dovette terminare presto i propri studi a causa di un attacco di malaria. Da 8 a 11 anni il ragazzo compì accurate ricerche culturali con suo zio Rimpoche Lhatsun, in modo da ottenere il monacato himalayano e successivamente essere riconosciuto come la reincarnazione del primo sovrano dai monasteri di Phodong e Rumtek. Successivamente continuò a frequentare le lezioni al St. Joseph's College di Darjeeling e si diplomò alla Bishop Cotton School a Simla, nel 1941.
Namgyal prestò servizio sotto il governo del padre nel ministero degli affari interni e guidò i negoziati tra il Sikkim e l'India dopo che quest'ultima ottenne la definitiva indipendenza dalla Gran Bretagna nel 1949. Nel 1950 sposò Samyo Kushoe Sangideki, figlia di un'importante famiglia tibetana, e la coppia ebbe due figlie, dopodiché Sangey morì nel 1957.
Namgyal sposò quindi Hope Cooke nel 1963, una donna dell'alta società americana di 22 anni che si era diplomata al Sarah Lawrence College. Il matrimonio, per l'epoca innovativo, puntò i fari della stampa internazionale sul Sikkim. La coppia, che ebbe due figli, Palden e Hope Leezum, divorziò nel 1980.
Poco dopo questo secondo matrimonio, il padre di Namgyal morì ed egli venne incoronato quale nuovo Chogyal nella favorevole data astrologica del 1965. Nel 1975 il Sikkim aderì all'unione con l'India e, attraverso un referendum popolare che preferì la repubblica alla monarchia con un 97% di preferenze, egli terminò il proprio governo sullo Stato.
Palden Namgyal fu un radioamatore di rilevante bravura AC3PT e si interessò in particolare alla diffusione della radio sui velivoli dell'aviazione nazionale.
Palden morì di cancro a New York, negli Stati Uniti il 29 gennaio 1982. Il funerale e la sepoltura avvennero a Gangtok.